# La Vall Jussana
La Vall-llosana, en alguns mapes, erròniament la Vall jussana, és una masia del terme municipal de Castellterçol, al Moianès.
Està situada en el sector oriental del terme, a migdia de la masia de la Vall, a la qual havia pertangut. És a la dreta del torrent de la Vall-llosana, en el vessant oriental del Serrat de l'Orella.